# Amerika-Dankbarkeits-Denkmal (Warschau)

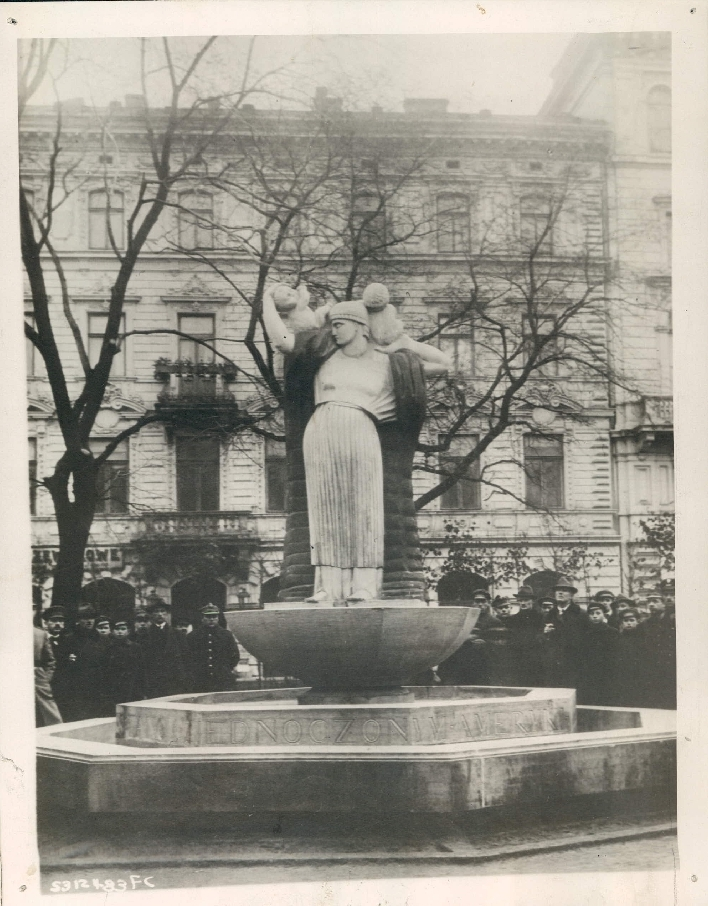
Das Denkmal vor 1930

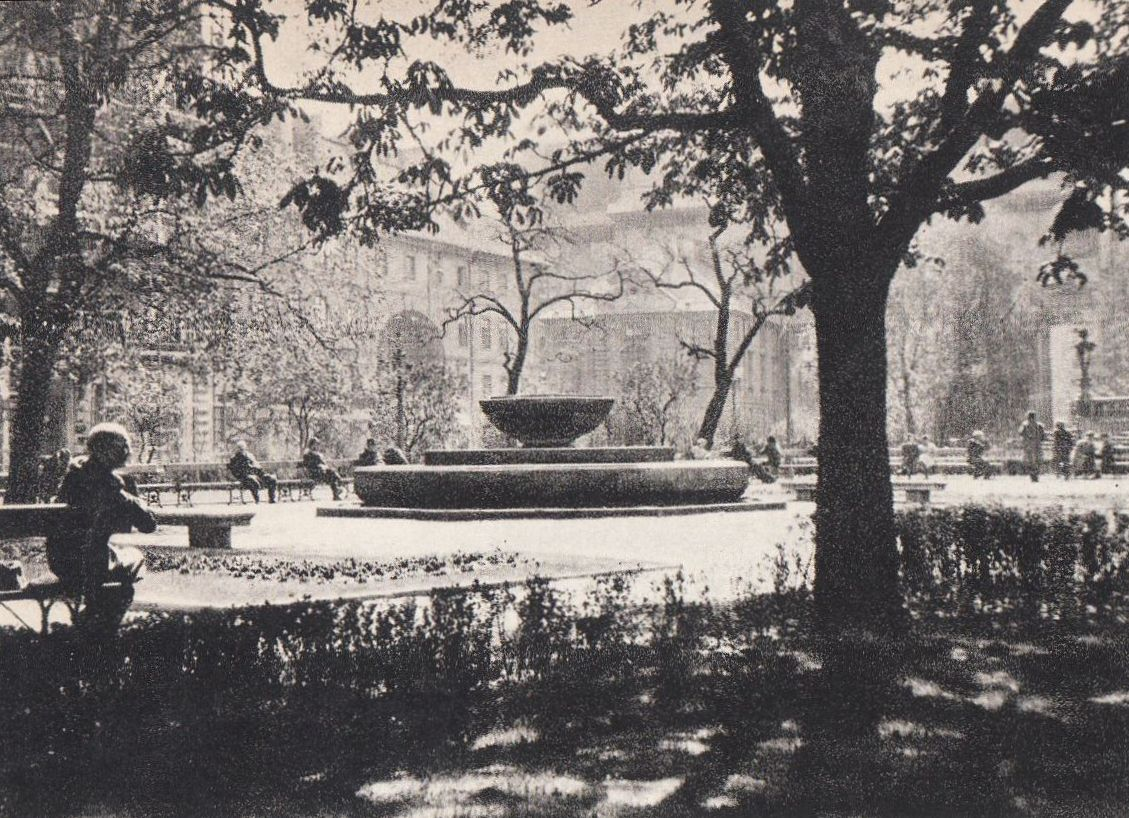
Das Denkmal nach 1930

Das Amerika-Dankbarkeits-Denkmal (Pomnik Wdzięczności Ameryce) befand sich von 1922 bis 1930 auf der Krakauer Vorstadt in Warschau. Es erinnerte an die Unterstützung der USA für die Unabhängigkeit Polens im Ersten Weltkrieg (13. Punkt des Programms von Woodrow Wilson).

## Geschichte
Das Denkmal wurde unmittelbar nach dem Ersten Weltkrieg von Xawery Dunikowski im Art Deco geschaffen und auf dem nach Herbert Hoover benannten Platz aufgestellt. Die Frauenfiguren symbolisierten die Vereinigten Staaten und Polen. Bereits 1925 begann der Sandstein zu bröckeln, so dass das Denkmal 1930 zur Renovation abgebaut worden ist, wobei der Brunnen mit den Wasserspielen bis in die 1950er Jahre an seinem Ort blieb, bis er von den Kommunisten abgebaut wurde. Seit 1990 gibt es Überlegungen, das Denkmal zu rekonstruieren.  